# Suzuki Alto
Suzuki Alto er en personbilsmodel fra den japanske bil- og motorcykelfabrikant Suzuki. Bilen gælder i Europa som mikrobil, og i Japan som såkaldt Kei-Car.

## Historie
I hjemlandet Japan har Alto været på markedet siden 1979. Modellen har næsten hvert andet år gennemgået modelskift, hvor grænsen mellem et facelift og en helt ny model ofte er vanskelig at få øje på.
Derudover har den til Suzuki hørende indiske bilfabrikant Maruti under skiftende navne bygget biler på basis af Alto, som i tidens løb har taget yderligere afstand fra den japanske model; specielt er de indiske modeller større og med stærkere motorer. Disse biler eksporteres dog også til Europa, hvor navnet Suzuki Alto som oftest benyttes.

## Generationer
Ligesom tidligere forklaret er det meget svært at adskille de enkelte "generationer" af Alto. Derfor følger nedenfor en orientering om de interne typekoder. Med en ny typekode går der som regel kun en kort fase, hvor der i Japan, Indien og Europa sælges en optisk næsten identisk model.

### Alto SS (1979−1986)
Den første Alto fra 1979 delte fortsat platform med søstermodellerne Suzuki Cervo og Suzuki Fronte. Bilen var forsynet med en trecylindret firetaktsmotor med 29 kW (40 hk). Første generation af Alto dannede ligeledes basis for den frem til 1986 byggede, første generation af Maruti 800.

### Alto C (1984−1994)
I 1984 fulgte et modelskifte, internt i den første tid benævnt CA71 hhv. CC71 (firehjulstræk-version).
Efter det første facelift i 1986 blev typekoden ændret til CA/CC72. CA71 dannede fra 1986 den anden generation af Maruti 800, som stadigvæk bygges i dag. Modellerne til Europa blev ligeledes bygget i Indien, men svarede til CA72.
I Japan kom der i 1988 igen en ny model med betydeligt større sideruder (CL/CM11). Denne blev senere også bygget på licens af Daewoo under navnet Daewoo Tico. Femdørsversionen, hidtil benævnt Suzuki Fronte, tilhørte fra slutningen af 1989 Alto-serien som CN11 og CP11.
Med ændring af Kei-Car reglerne i 1990 blev bilen 10 cm længere. De interne betegnelser var nu CL/CM/CN/CP21. I 1991 blev tredørsmodellerne på grund af skrappere sikkerhedskrav for sidekollisioner modificeret. Betegnelsen var nu CL/CM22. Det samme gjaldt for den i mellemtiden introducerede varebilsudgave med blændplader i stedet for de bageste sideruder (CR/CS22).
Et leisure activity vehicle med den interne kode CR22S blev solgt under navnet Suzuki Alto Hustle.

### Alto HA (1994−2006)
HA-modellen af Alto blev introduceret parallelt i Japan og Indien i 1994. Dermed er den japanske version, som næsten hvert andet år har fået et facelift 10 cm kortere end den indiske Maruti Zen, som frem til 2001 fortsat dannede basis for den europæiske Alto. Så i Japan fandtes der i 1994 modellerne HA11 (tredørs) og HA21 (femdørs). I 1998 fulgte HA12 og HA22, i 2000 HA23 (kun tredørs) og i 2004 den kun femdørs HA24.
I Europa kom der i 2002 en ny Alto på optisk basis af HA23. Denne version var forsynet med en nyudviklet firecylindret benzinmotor på 1,1 liter med 16 ventiler og 46 kW (63 hk). Tophastigheden lå på 155 km/t, hvor brændstofforbruget lå på 4,9 liter pr. 100 km og 119 g/km CO2.
Optisk set var Alto rundere end den i 2001 udgåede forgænger (på basis af HA11). Bagagerummet kunne rumme fra 175 til 725 liter og anhængervægten var med 750 kg næsten den samme som bilens egenvægt på 805 kg. Standardudstyret omfattede udover servostyring og to frontairbags også centrallåsesystem og el-ruder foran. Som ekstraudstyr kunne bilen leveres med ABS, klimaanlæg og firetrins automatgear.
- Suzuki Alto (Europa, 2002–2006)
- Bagfra

#### Tekniske data
|                                                | 1.0                             | 1.1                             |
| Byggeår                                        | 1994−2001                       | 2002−2006                       |
| Motordata                                      |                                 |                                 |
| Motorkode                                      | G10B                            | F10D                            |
| Motortype                                      | R4-benzinmotor                  | R4-benzinmotor                  |
| Antal ventiler pr. cylinder                    | 2                               | 4                               |
| Ventilstyring                                  | OHC, tandrem                    | OHC, tandrem                    |
| Fødesystem                                     | Multipoint                      | Multipoint                      |
| Trykladning                                    | –                               | –                               |
| Køling                                         | Vandkøling                      | Vandkøling                      |
| Boring × slaglængde                            | 72,0 × 61,0 mm                  | 68,5 × 72,0 mm                  |
| Slagvolume                                     | 993 cm³                         | 1061 cm³                        |
| Kompressionsforhold                            | 9,4:1                           | 10,0:1                          |
| Maks. effekt ved omdr./min.                    | 40 kW (54 hk) 5500              | 46 kW (63 hk) 6000              |
| Maks. drejningsmoment ved omdr./min.           | 77 Nm 4500                      | 85 Nm 3300                      |
| Kraftoverførsel                                |                                 |                                 |
| Drivende hjul                                  | Forhjul                         | Forhjul                         |
| Gearkasse (standardudstyr)                     | 5-trins manuel                  | 5-trins manuel                  |
| Gearkasse (ekstraudstyr)                       | 3-trins automatisk              | 3-trins automatisk              |
| Præstationer1                                  |                                 |                                 |
| Topfart                                        | 150 km/t (140 km/t)             | 155 km/t (145 km/t)             |
| Acceleration 0-100 km/t                        | 15,5 sek.                       | 14,8 sek. (17,5 sek.)           |
| Brændstofforbrug pr. 100 km ved blandet kørsel | 4,8 liter (6,1 liter) Blyfri 95 | 4,9 liter (6,2 liter) Blyfri 95 |

### Alto (2009−2015)
En helt ny generation af Alto blev introduceret på Paris Motor Show i oktober 2008. Bilen skulle nu − ligesom HA11 i 1994 − sælges i den samme optiske form over hele verden. Kun motorerne adskilte sig, og den japanske version havde lidt andre mål.
Den nyudviklede model til verdensmarkedet, som også blev solgt som Nissan Pixo, orienterede sig mod prototypen Suzuki A-Star, som første gang blev præsenteret på Auto Expo 2008 i New Delhi. Dermed var den endelige bils design rundere i forhold til prototypen, forlygterne var større og kølergrillen lignede Audis Single-Frame-kølergrill, hvor et større luftindtag adskiller kølergrillen og nummerpladeholderen. Modellen til Europa blev bygget hos Maruti Suzuki i Indien, hvor modellen også blev solgt som Maruti Suzuki A-Star.
Bilen havde fire siddepladser og var udstyret med en 1,0-liters benzinmotor med tre cylindre, 50 kW (68 hk) ved 6000 omdr./min. og et maksimalt drejningsmoment på 90 Nm ved 3400 omdr./min., som også gjorde tjeneste i den større Suzuki Splash. Alto findes i tre forskellige udstyrsvarianter.
I midten af 2015 udgik Alto af produktion. Både Alto og Splash blev herefter afløst af Suzuki Celerio.

#### Tekniske data
|                                                | 1.0                             |
| Byggeår                                        | 2009−2015                       |
| Motordata                                      |                                 |
| Motortype                                      | R3-benzinmotor                  |
| Antal ventiler pr. cylinder                    | 4                               |
| Ventilstyring                                  | DOHC, kæde                      |
| Fødesystem                                     | Multipoint                      |
| Trykladning                                    | –                               |
| Køling                                         | Vandkøling                      |
| Boring × slaglængde                            | 73,0 × 79,4 mm                  |
| Slagvolume                                     | 996 cm³                         |
| Kompressionsforhold                            | 11,0:1                          |
| Maks. effekt ved omdr./min.                    | 50 kW (68 hk) 6000              |
| Maks. drejningsmoment ved omdr./min.           | 90 Nm 3400                      |
| Kraftoverførsel                                |                                 |
| Drivende hjul                                  | Forhjul                         |
| Gearkasse (standardudstyr)                     | 5-trins manuel                  |
| Gearkasse (ekstraudstyr)                       | 4-trins automatisk              |
| Præstationer1                                  |                                 |
| Topfart                                        | 155 km/t (150 km/t)             |
| Acceleration 0-100 km/t                        | 14,0 sek. (17,0 sek.)           |
| Brændstofforbrug pr. 100 km ved blandet kørsel | 3,8 liter (4,5 liter) Blyfri 95 |
| CO2-udslip ved blandet kørsel                  | 103 g/km (122 g/km)             |